# (5065) Johnstone
(5065) Johnstone est un astéroïde de la ceinture principale.

## Description
(5065) Johnstone est un astéroïde de la ceinture principale. Il fut découvert le 24 mars 1990 à l'observatoire Palomar par Eleanor Francis Helin. Il présente une orbite caractérisée par un demi-grand axe de 2,52 UA, une excentricité de 0,05 et une inclinaison de 6,5° par rapport à l'écliptique.

## Compléments